# Thomas Podhostnik

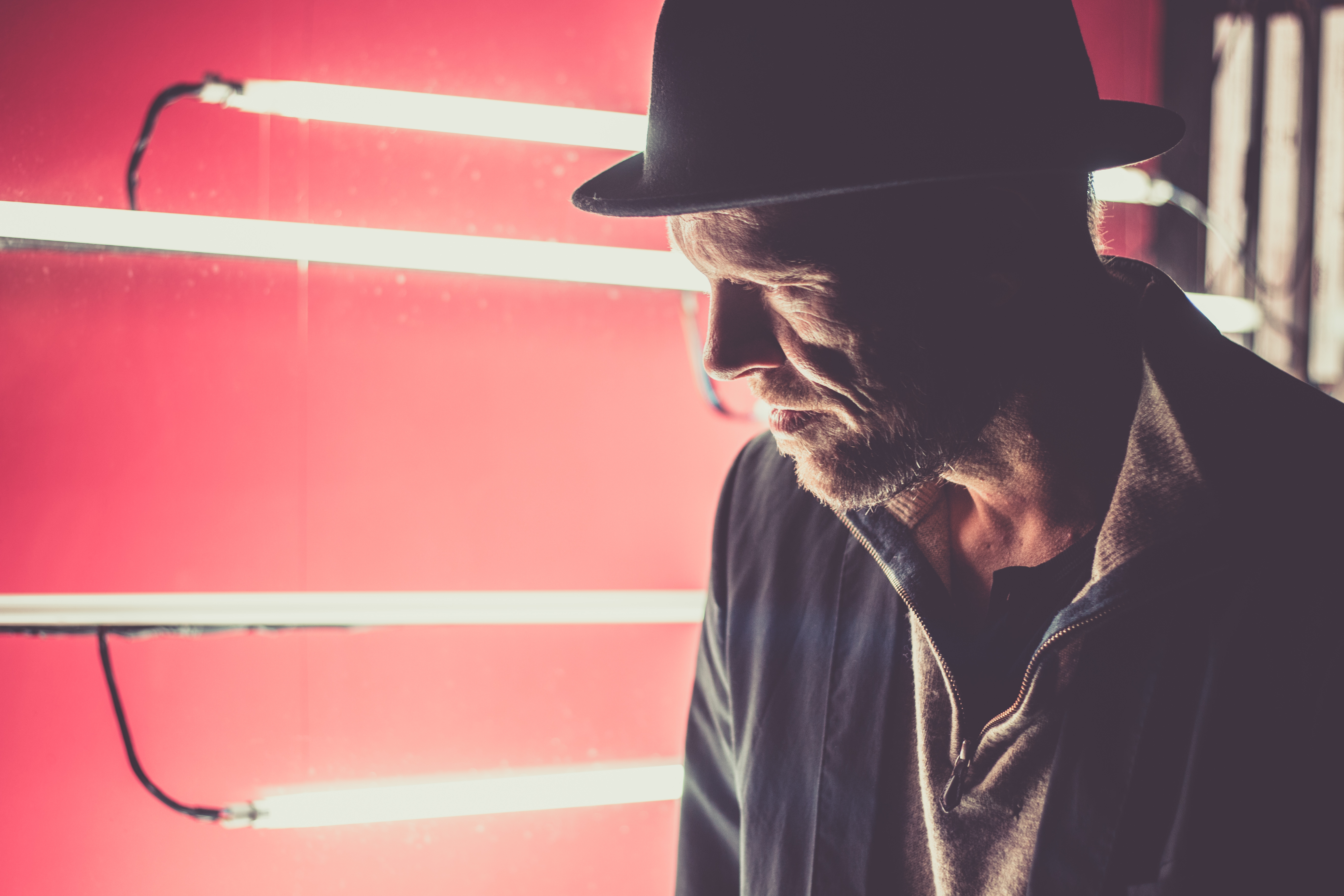
Thomas Podhostnik (2017)

Thomas Podhostnik (* 7. September 1972 in Radolfzell am Bodensee) ist ein deutscher Schriftsteller.

## Leben
Thomas ist Sohn jugoslawischer Gastarbeiter. Er machte eine Lehre zum Speditionskaufmann, dann eine Ausbildung zum Regieassistenten am Teatro Nacional de Cuba. Er studierte am Deutschen Literaturinstitut in Leipzig.
Thomas Podhostnik verfasst Prosa und experimentelle Prosa, die in Einzeltiteln, Anthologien und Literaturzeitschriften, u. a. Der Maulkorb – Blätter für Kunst und Literatur, veröffentlicht werden. 2008 debütierte er mit dem Roman Der gezeichnete Hund. 2011 folgte der kubistische Roman Die Hand erzählt vom Daumen. Beide Romane handeln von dem Leben der Mitglieder einer Gastarbeiterfamilie, in der ersten bzw. zweiten Generation. 2015 erschien sein Roman Der falsche Deutsche, der von einem germanophilen Kubaner handelt. Im Jahr 2020 erschienen bei der Parasitenpresse der illustrierte Prosa-Text Unter Steinen und 2021 der Mikro-Roman Frame, beide mit Bezügen zu existenzialistischer Literatur. Der Mikro-Roman Frame erzählt die Geschichte eines jungen Kameramanns, der in der Nacht der Flugzeugkollision von Überlingen eine Aufnahme macht, die ihn anschließend nicht mehr loslässt. Im Jahr 2023 erschien der Roman Der Spatzenkaiser, in dessen Mittelpunkt die Legende des „Spatzenkaisers“ steht, der sich am chinesischen Volk für die Vernichtung aller Spatzen unter der Herrschaft Maos rächen will. Im Jahr 2024 erschienen der erste und der zweite Teil, und abschließend im Jahr 2025 der dritte Teil des Briefromans Dear Mr. Saunders. In einem langen Brief an den amerikanischen Schriftsteller George Saunders erzählt darin der Ich-Erzähler Sergej, ein slawisches Kind von Gastarbeitern, seine Lebensgeschichte und reflektiert über slawische Identität, das Schreiben, die deutsche Sprache und die Macht der Privilegierten.
Thomas Podhostnik lebt in Leipzig. Er ist Mitglied im PEN-Zentrum Deutschland.

## Schriften
- Dear Mr. Saunders, Dritter Teil Parasitenpresse, Köln 2025, ISBN 978-3-988050-56-4
- Dear Mr. Saunders, Zweiter Teil Parasitenpresse, Köln 2024, ISBN 978-3-988050-45-8
- Dear Mr. Saunders, Erster Teil Parasitenpresse, Köln 2024, ISBN 978-3-98805-034-2
- Der Spatzenkaiser Luftschacht Literaturverlag, Wien 2023, ISBN 978-3-903422-23-0
- Frame, Parasitenpresse, Köln, 2021, ISBN 978-3-947676-74-3
- Unter Steinen, Parasitenpresse, Köln, 2020, ISBN 978-3-947676-58-3
- Ein anderer Däne, Literatur Quickie Verlag, Hamburg, 2018, ISBN 978-3-945453-42-1
- Der falsche Deutsche, Luftschacht Literaturverlag, Wien 2015, ISBN 978-3-902844-60-6
- Mittwacht, Verlagshaus Berlin, illustrierte Erzählung (Illustration Lilli Gärtner), Berlin 2014, ISBN 978-3-940249-99-9
- Die Hand erzählt vom Daumen Luftschacht Literaturverlag, Wien 2011, ISBN 978-3-902373-87-8
- Der gezeichnete Hund Luftschacht Literaturverlag, Wien 2008, ISBN 978-3-902373-29-8

### Anthologien und Literaturzeitschriften
- Edit. Papier für neue Texte, Heft 38, Leipzig 2005,
- Ludzie, miasta. Literatura Białorusi, Niemiec, Polski i Ukrainy, ha! art, Krakau 2008, ISBN 978-83-61407-64-5
- Edit. Papier für neue Texte, Heft 50, Leipzig Herbst 2009 ISSN 0943-8645
- Der Maulkorb, Blätter für Literatur und Kunst, Heft 23, Dresden 2018, ISSN 1865-9586
- Ostragehege, Heft 99, Dresden 2021, ISSN 0947-1286

### Übersetzungen
- Ana Pepelnik: nicht fisch: Gedichte. aus dem Slowenischen von Amalija Maček, Matthias Göritz, Adrian Kasnitz und Thomas Podhostnik, Parasitenpresse, Köln 2023, ISBN 978-3-988050-22-9.

## Auszeichnungen
- 2005 Stipendiat des Neunten Klagenfurter Literaturkurses
- 2005 Kulturpreis 2005, Förderungspreis des Landes Kärnten in der Sparte „Literatur“
- 2006 Stipendium der Kunststiftung Baden-Württemberg
- 2006 Stipendiat der Villa Decius in Krakau, Homines Urbani
- 2010 Stipendium der Sächsischen Kulturstiftung, Šamorin
- 2011 Stipendium Denkmalschmiede, Höfgen
- 2018 Stipendium der Sächsischen Kulturstiftung, Agnetendorf,
- 2018 Stipendium des Ventspilshouse Lettland
- 2019 Dialog 19 - Werkstattstipendium des Goethe-Institut St. Petersburg und des Museums für Nonkonformistische Kunst